# DRG ET 171 sorozat

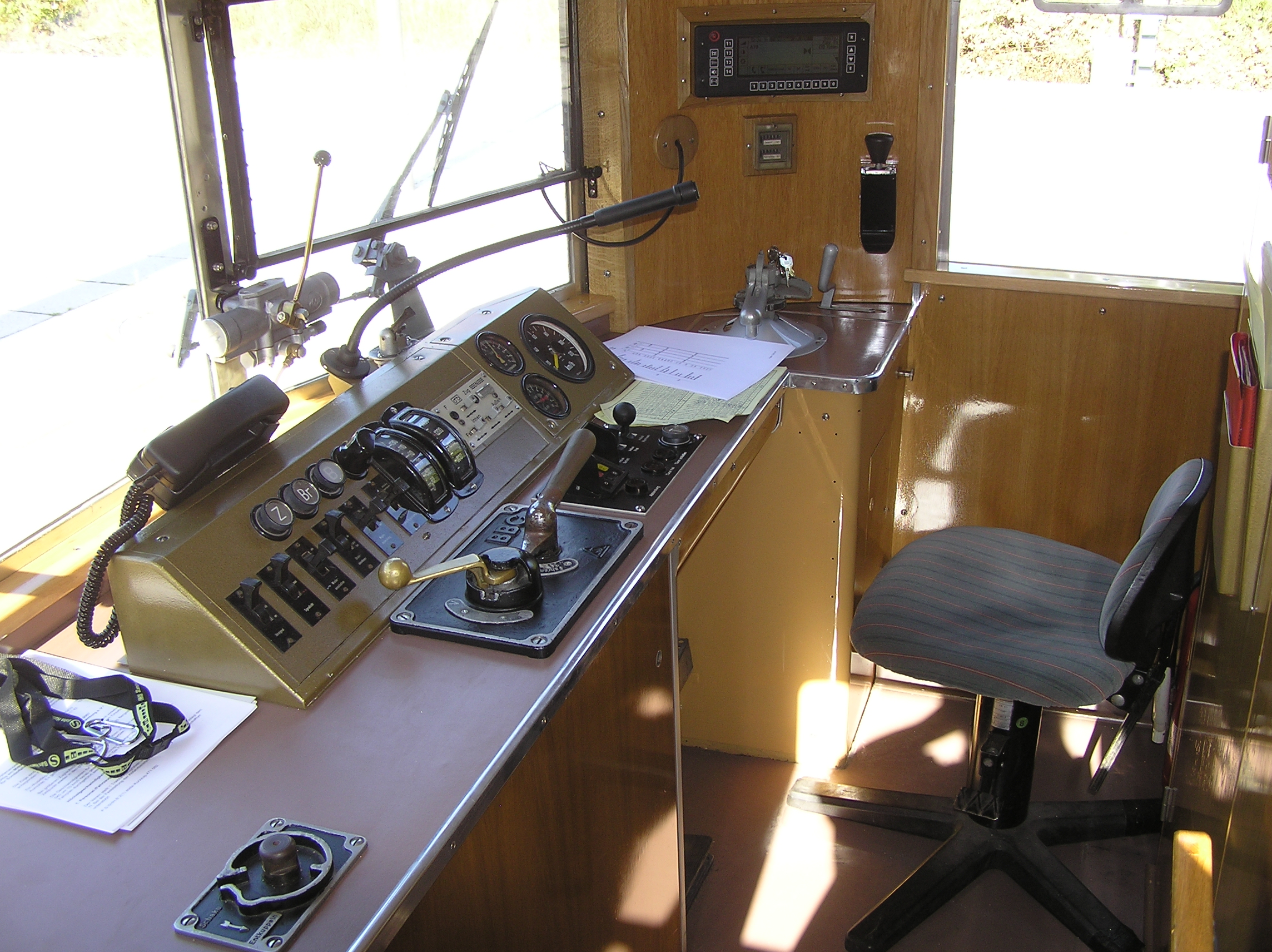
Vezetőállás

A DRG ET 171 sorozat, 1968 utáni pályaszámán DB 471 sorozat, egy német villamos motorvonat volt. 1939 és 1943 majd 1954 és 1958 között gyártotta a LHB, a  MAN, a Wegmann és a  BBC. Összesen 144 motorkocsi és 72 betétkocsi készült. A Hamburgi S-Bahn hálózaton közlekedett a selejtezéséig, mely 2001-ben kezdődött.